# Herrenjahre
Herrenjahre ist der Titel eines Romans von Gernot Wolfgruber, der im Jahre 1976 erschienen ist. Wolfgruber schildert in diesem Roman einige Jahre aus dem Leben von Bruno Melzer, der eine Lehre durchläuft, eine Stelle als Tischler annimmt, heiratet, Kinder bekommt und Witwer wird.

## Inhalt

### Bruno Melzer
Melzer ist Tischlerlehrling in der Firma Stollhuber. Nach seiner Lehrzeit meldet er sich freiwillig zum Bundesheer, weil er denkt, dass er so alles hinter sich bringt. Alles, wo er nur ein Unterer ist. Obwohl er es vorgehabt hat, geht er nicht mehr zurück zum Stollhuber, sondern fängt beim Gabmann an. Er glaubt, dass er unter den 16 Arbeitern in dieser Firma mehr Bewegungsfreiheit hat.
Melzer trifft sich regelmäßig mit Inge, einer geschiedenen Frau. Seine Mutter kann sie nicht leiden, weil sie älter ist als Melzer und schon ein Kind hat. Nach einiger Zeit aber macht er Schluss mit ihr, weil er sein Leben genießen möchte. Er möchte sein Leben in die Hand nehmen.
Nach einiger Zeit lernt Melzer Maria kennen. Sie ist keine besonders hübsche Frau, jedoch hat sie eine sehr interessante Stimme. Maria vermutet, dass sie schwanger ist. Melzer denkt, dass diese Schwangerschaft beabsichtigt ist, um ihn zu halten. Obwohl er es nicht will, versucht er Maria zu überreden, bei ihm einzuziehen und ihn später zu heiraten. Nun hat er das Gefühl, sein Leben in die Hand genommen zu haben.
Im Umkleideraum der Firma wird über Melzer und seine neue Freundin hergezogen. Er geniert sich für Maria. In der Pause aber erklärt er seinen Kollegen, warum er mit ihr zusammen sei: Ihre Familie hat viel Geld. Er wird die Bude und sogar den Chef aufkaufen. (Zitat: Den Alten mach ich zum Portier, dass er mich grüßen muss.)
Maria zieht bei Melzer ein und bezeichnet seine Mutter sogar schon als ihre Mutter.

### Ehejahre
Mitte Oktober ist standesamtliche und kirchliche Trauung. Obwohl er jetzt verheiratet ist, möchte er seine Freiheit behalten. Er macht mit seinem Geld, was er will, möchte kein Haus bauen und später nur Schulden haben.
Maria bekommt ein Mädchen. Ihr Ehemann ist enttäuscht, dass es kein Bub geworden ist. Er wollte seinem Kind etwas beibringen. Aber was könnte er schon einem Mädchen beibringen? Für Mädchen seien die Frauen zuständig, meinte er. Das Kind war ihm wie etwas, das sich in sein Leben hineingedrängt hatte und das drinblieb, auch, wenn er es hinausdachte.
Melzer und Maria ziehen in eine eigene Wohnung um, weil Maria mit Melzers Mutter ständig streitet. Sie machen es sich gemütlich. Melzer hätte es sich nie gedacht, dass er sich hier so wohlfühlen könnte. Hier fühlt er sich zufrieden und geborgen.
Maria wird ein weiteres Mal schwanger und bekommt wieder ein Mädchen.

### Melzers neue Arbeitsstelle
Durch einen Arbeitsunfall geht Melzer in den Krankenstand. Er muss zum Amtsarzt, weil ihn der Kontrolleur beim Arbeiten in der neuen Wohnung erwischt hat. Dort trifft er einen ehemaligen Schulkollegen seines Bruders, der auch Tischler ist. Dieser arbeitet in einer riesigen Fabrik, wo er durch den Akkordzuschlag um ein Drittel mehr verdient als Melzer. Melzer wird neugierig. Er denkt, dass sich sein Leben radikal verändere, wenn er mehr verdiene. Mit mehr Geld beginnt sein Leben erst richtig. Melzer bewirbt sich in dieser Firma und wird prompt aufgenommen. Nun werden alle Sorgen für ihn vorbei sein.

### Ein drittes Kind wird geboren, Maria erkrankt schwer
Melzer muss mit Maria jede Woche nach Wien ins Krankenhaus fahren, da sie Wucherungen am Kehlkopf hat (daher auch die raue Stimme). Der Arzt rät dringend den Kehlkopf zu entfernen oder zu bestrahlen. Sie entscheiden sich für die Bestrahlung, denn eine Entfernung könne noch immer vorgenommen werden. Jedoch muss sie einige Wochen später trotzdem operiert werden. Der Kehlkopf wird entfernt, Maria geht es gut, sie kann aber nicht mehr reden und hat ein Atemloch im Hals.
Melzers Mutter stirbt. Seine Großmutter, die im Haus der Mutter wohnte, zieht nach Wien zu ihrer Tochter, Melzer übersiedelt mit seiner Familie zurück ins Haus der Mutter. Sie sind aber mit dem kleinen Haus der Mutter nicht zufrieden und so fangen sie an ein eigenes zu bauen.
Maria wird zum dritten Mal schwanger. Sie möchte das Kind aber nicht bekommen, weil sie sich noch viel zu schwach fühlt. Sie einigen sich auf eine Abtreibung, jedoch wird hierfür eine ärztliche Bestätigung gebraucht. Ein Bekannter macht den Vorschlag, der Arzt, der Maria den Kehlkopf entfernte, könnte bestätigen, dass sie für eine weitere Schwangerschaft und Geburt zu schwach sei. Auf diese Weise könnte die Abtreibung auf legalem Weg verlaufen. Maria lässt sich untersuchen. Der Arzt meinte, dass die Kehlkopfentfernung keinen Einfluss auf die Entwicklung des Kindes habe. Er könne eine Abtreibung nicht befürworten, Maria muss das Kind austragen. Im Mai kommt dann endlich ein gesunder Bub zur Welt. Maria erholt sich nach der Geburt des Kindes nicht mehr so richtig. Sie leidet an ständigem Husten, Fieber und in ihrer Luftröhre brodelt es.

### Marias Tod und Ende
Nachdem sich Maria beim Lungenfacharzt untersuchen hat lassen, bestellt dieser Melzer zu sich in die Ordination und teilt ihm mit, dass Maria Krebs hat, sie habe nur noch drei Monate zu leben und werde Ostern aller Voraussicht nach nicht mehr erleben.
Eines Nachts rüttelt Maria ihn wach und er sieht, wie sie ihn mit weitaufgerissenen Augen anstarrt. Eine Windel, die um ihren Hals gewickelt ist, ist ganz rot von Blut. Der Doktor kommt und rät, Maria ins Spital zu bringen. Endlich entschließt sie sich, ins Krankenhaus zu gehen, in der Hoffnung wieder gesund zu werden. Bevor sie aber ins Spital kommt, stirbt Maria.
Melzer ist verzweifelt. Was soll nun mit den Kindern geschehen? Wer soll den Haushalt führen? Er weiß nun nicht mehr, was er tun soll. Karenzurlaub für Männer gibt es nicht und in ein Heim würde er seine Kinder auf keinen Fall stecken. Melzer sieht die Fürsorge als letzten Ausweg und fragt dort um Rat. Dies tut er allerdings nur sehr widerwillig, da er der Meinung ist, dass nur Sozialschmarotzer dort anzutreffen seien; alle anderen würden sich das schon selbst regeln und er sei schließlich kein Fürsorgefall. Als er allerdings keine andere Wahl hat, beschließt er doch hinzugehen. Im Wartezimmer gewinnt er den Eindruck, dass die Wartenden alles andere als Sozialschmarotzer seien, aber vielleicht irre er sich ja auch.
Als er aufgerufen wird, meint der Berater, er müsse sich eine Kraft suchen, die den Haushalt führt und die Kinder betreut. Die Fürsorge würde die Hälfte der Kosten übernehmen. Er erhält die Zusicherung, in zwei Wochen eine ausgebildete Haushaltshilfe zu bekommen. Diese Zusicherung erfüllt sich jedoch nicht. Daraufhin geht er, noch widerwilliger, da er von der Kirche nichts hält, zur Caritas, um dort um Hilfe zu bitten. Der Pfarrer kann ihm eine Aushilfskraft zur Verfügung stellen, allerdings nur für zwei Wochen, denn die anderen Bedürftigen der Gemeinde sollten ja auch etwas von ihr haben.
Am Ende entscheidet sich Melzer auf Zuraten der Tante Hermi eine Heiratsannonce aufzugeben, auf die sich, wie die letzte Zeile nüchtern vermeldet, drei Damen melden. 

## Verfilmung
Das Buch wurde 1983 von Axel Corti mit Hermine Czillinger, Lore Krainer, Josefin Platt, Johannes Silberschneider und Peter Simonischek verfilmt.

## Ähnliche Titel
- „Herrenjahre“ ist ebenfalls der Titel eines Gedichts von Heinz Rudolf Kunze aus dem Jahr 1984.